# Unhel
Unhel är en ort i Indien.   Den ligger i distriktet Ujjain och delstaten Madhya Pradesh, i den centrala delen av landet, 600 km söder om huvudstaden New Delhi. Unhel ligger 485 meter över havet och antalet invånare är 15 837.
Terrängen runt Unhel är platt. Runt Unhel är det ganska tätbefolkat, med 179 invånare per kvadratkilometer. Närmaste större samhälle är Nagda, 19,7 km nordväst om Unhel. Trakten runt Unhel består till största delen av jordbruksmark.